# Sphecodes eustictus
Sphecodes eustictus är en biart som beskrevs av Cockerell 1906. Sphecodes eustictus ingår i släktet blodbin, och familjen vägbin. Inga underarter finns listade i Catalogue of Life.